# Collage (EP)
Collage – drugi minialbum amerykańskiego duetu muzycznego The Chainsmokers. Został wydany 4 listopada 2016 za pośrednictwem wytwórni Disruptor i Columbia Records. Na płycie znalazło się pięć utworów, wszystkie z nich wydane jako single. Album notowany był na listach przebojów w Stanach Zjednoczonych, gdzie zyskał status platynowej płyty oraz w Australii, Kanadzie i Wielkiej Brytanii. 

## Lista utworów
| Edycja standardowa | Edycja standardowa                    | Edycja standardowa                                                               | Edycja standardowa |
| Nr                 | Tytuł utworu                          | Tekst                                                                            | Długość            |
| ------------------ | ------------------------------------- | -------------------------------------------------------------------------------- | ------------------ |
| 1.                 | „Setting Fires” (gościnnie XYLØ)      | Andrew Taggart, Melanie Fontana, Jon Asher                                       | 4:07               |
| 2.                 | „All We Know” (gościnnie Phoebe Ryan) | Taggart, Sara Hjellström, Nirob Islam                                            | 3:14               |
| 3.                 | „Closer” (gościnnie Halsey)           | Taggart, Ashley Frangipane, Shaun Frank, Frederic Kennett, Isaac Slade, Joe King | 4:04               |
| 4.                 | „Inside Out” (gościnnie Charlee)      | Taggart, Charlee Nyman                                                           | 3:54               |
| 5.                 | „Don't Let Me Down” (gościnnie Daya)  | Taggart, Emily Warren, Scott Harris                                              | 3:28               |
|                    |                                       |                                                                                  | 18:47              |

## Notowania na listach przebojów
| Lista                                       | Najwyższa pozycja |
| ------------------------------------------- | ----------------- |
| Australia (ARIA)                            | 23                |
| Kanada (Canadian Albums Chart)              | 2                 |
| Nowa Zelandia (RIANZ)                       | 7                 |
| Szkocja (OCC)                               | 74                |
| Wielka Brytania (UK Albums Chart)           | 49                |
| Stany Zjednoczone (Billboard 200)           | 6                 |
| Stany Zjednoczone (Dance/Electronic Albums) | 1                 |

## Certyfikaty
| Lista                    | Pozycja         | Sprzedaż  |
| ------------------------ | --------------- | --------- |
| Stany Zjednoczone (RIAA) | platynowa płyta | 1 000 000 |